# Sjarhej Smal
Sjarhej Mikalajewitsch Smal (belarussisch Сяргей Мікалаевіч Смаль, russisch Сергей Николаевич Смаль, Sergei Nikolajewitsch Smal; * 30. September 1968) ist ein ehemaliger belarussischer Ringer, der für die Sowjetunion, die GUS und Belarus startete. Er gewann bei den Olympischen Spielen 1992 in Barcelona eine Silbermedaille und war 1991 in Warna Weltmeister im freien Stil im Bantamgewicht.

## Werdegang
Der blonde Belarusse Sjarhej Smal begann 1978 mit dem Ringen. Er startete für Dynamo Homel und wurde von Stanislaw Gorla und Alexander Nikolajewitsch Smal trainiert. Zu Beginn seiner Laufbahn startete er für die Sowjetunion, nach dem Zerfall der Sowjetunion für die Gemeinschaft Unabhängiger Staaten (GUS) und ab 1993 für Belarus. Er rang nur im freien Stil und begann seine internationale Karriere im Bantamgewicht und wechselte 1994 in das Federgewicht.
Im Jahre 1990 setzte er sich in der Sowjetunion an die Spitze der Bantamgewichtler im freien Stil und wurde für die Weltmeisterschaft in Tokio nominiert. Er belegte dort den 3. Platz, nachdem er in seinem Poolfinale gegen den Kubaner Alejandro Puerto Díaz verloren hatte. Den Kampf um den 3. Platz gewann er gegen Ahmet Ak aus der Türkei.
1991 startete er auch bei der Weltmeisterschaft in Warna noch einmal für die Sowjetunion. Er war in diesem Jahr wohl auf dem Höhepunkt seiner Leistungsfähigkeit und wurde in Warna mit vier Siegen Weltmeister im Bantamgewicht. Knapp war allerdings sein Sieg im ersten Spiel über den Mongolen Tserenbaataryn Tsogtbajar (7:6 techn. Punkte).
Bei den Olympischen Spielen 1992 in Barcelona startete Sjarhej Smal für die GUS. Im Bantamgewicht kämpfte er sich dabei bis in das Finale vor, in dem er auf seinen Endkampfgegner von der Weltmeisterschaft 1990 Alejandro Puerto Díaz traf. Dieser erwies sich auch im olympischen Finale stärker als er und wurde mit einem Punktsieg Olympiasieger. Sjarhej Smal gewann damit die Silbermedaille.
Auch in den Jahren 1993 und 1994 und 1995 war Sjarhej Smal sehr erfolgreich, wenn ihm auch kein Titelgewinn mehr gelang. 1993 wurde er in Istanbul Vize-Europameister im Bantamgewicht, wobei er im Finale gegen den Türken Remzi Musaoğlu mit 2:5 techn. Punkten unterlag. 1994 wurde er, wieder in Istanbul, Vize-Weltmeister. Dabei startete er im Federgewicht. Im Finale unterlag er dabei gegen Magomed Asisow aus Russland. Bei dieser Veranstaltung kam er in einem Poolkampf zu einem knappen 8:6-Punktsieg über den Goldbacher Jürgen Scheibe. 1995 gewann Sjarhej Smal bei der Europameisterschaft in Budapest im Federgewicht eine Bronzemedaille. Er unterlag dabei im Finale seines Pools gegen Magomed Asisow und hatte damit nur noch die Möglichkeit, um den 3. Platz zu kämpfen. Diesen Kampf gewann er gegen Martin Müller aus der Schweiz. Bei der Weltmeisterschaft 1995 in Atlanta blieb Sjarhej Smal mit dem 7. Platz ohne Medaille.
1996 kam Sjarhej Smal bei der Europameisterschaft in Budapest im Federgewicht wieder auf den 3. Platz. Er siegte dabei im Kampf um diese Mediale über Elbrus Tedejew, einem für die Ukraine startenden Osseten, der sich noch zu einem der erfolgreichsten Freistilringer der Welt im Federgewicht entwickeln sollte. Bei den Olympischen Spielen 1996 in Atlanta siegte er u. a. über Jürgen Scheibe nach Punkten (8:1), unterlag aber dem US-Amerikaner Thomas Brands und dem Japaner Takahiro Wada und belegte damit nur den 11. Platz.
In den Folgejahren bis 2001 wechselten sich dann sehr gute Ergebnisse mit mittelmäßigen Ergebnissen ab. 1997 kam er z. B. bei der Weltmeisterschaft in Krasnojarsk auf den 4. Platz, wobei er gegen den US-Amerikaner Cary J. Kolat und Magomed Asisow unterlag, aber erneut Elbrus Tedejew besiegen konnte. 1998 wurde er in Bratislava wieder Vize-Europameister nach einer Niederlage im Finale gegen den bulgarischen Ausnahmekönner und auch in Deutschland wohlbekannten Serafim Barzakow. Gegen Barzakow und den Südkoreaner Jang Jae-sung unterlag Sergej Smal auch bei der Weltmeisterschaft 1998 in Teheran und kam damit nur auf den 9. Platz. Ein Medaillengewinn gelang ihm noch einmal bei der Europameisterschaft 2000 in Budapest. Dabei musste er sich nur dem Russen Murad Umachanow nach Punkten (1:5) geschlagen geben.
Mit insgesamt neun gewonnenen Medaillen bei Olympischen Spielen, Welt- u. Europameisterschaften war Sergei Smal in seinen Gewichtsklassen einer der erfolgreichsten Ringer der 1990er und der frühen 2000er Jahre. 2002 trat er vom internationalen Wettkampfgeschehen zurück. Er arbeitet nunmehr als Trainer in Belarus. Nach seinem Rücktritt rang er noch mehrere Jahre lang für den deutschen Verein TSV Burgebrach, wohin verwandtschaftliche Beziehungen bestanden, in der bayerischen Oberliga.

## Internationale Erfolge
(OS = Olympische Spiele, WM = Weltmeisterschaft, EM = Europameisterschaft, F = freier Stil, Fl = Fliegengewicht, Ba = Bantamgewicht, Fe = Federgewicht, damals bis 52 kg, 57 kg und 62/63 kg Körpergewicht)
- 1988, 1. Platz, Welt-Cup in St. John’s, Kanada, F, Fl, vor Hidao Sasayama, Japan u. Erin Millsap, USA;
- 1988, 1. Platz, "Yasar-Dogu"-Turnier in Istanbul, F, Fl, vor Nicu Hincu, Rumänien u. Eddie Gibson, USA;
- 1989, 3. Platz, "Yasar-Dogu"-Turnier in Istanbul, F, Ba, hinter Abdul Dawudow, UdSSR u. Ismail Zurnacci, Türkei;
- 1990, 3. Platz, "Yasar-Dogu"-Turnier in Istanbul, F, Ba, hinter Ahmet Ak u. Ismail Zurnacci, bde. Türkei;
- 1990, 3. Platz, WM in Tokio, F, Ba, hinter Alejandro Puerto Díaz, Kuba u. Rumen Pawlow, Bulgarien, vor Ahmet Ak, Türkei u. Kim Yong-sik, Südkorea;
- 1991, 1. Platz, Welt-Cup in Toledo (Ohio), F, Ba, vor Robert Dawson, Kanada u. Joe Melchior, USA;
- 1991, 1. Platz, WM in Warna, F, Ba, vor Brad Penrith, USA, Overs Mallahi, Iran, Kim Yong-ok, Südkorea u. Tserenbaataryn Tsogtbajar, Mongolei;
- 1992, Silbermedaille, OS in Barcelona, F, Ba, hinter Alejandro Puerto Díaz u. vor Kim Yong-sik, Remzi Musaoğlu, Türkei, Rumen Pawlow u. Kendall Cross, USA;
- 1993, 2. Platz, Grosser Preis von Deutschland in Leipzig, F, Fe, hinter Michail Zesnow, Ukraine u. vor Oleh Hohol, Belarus;
- 1993, 2. Platz, EM in Istanbul, F, Ba, hinter Remzi Musaoğlu u. vor Abdulasis Asisow, Kirgisistan, Petras Giorgas, Griechenland u. Bogdan Ciufulescu, Rumänien;
- 1993, 7. Platz, WM in Toronto, F, Fe, hinter Thomas Brands, USA, Lázaro Reinoso, Kuba, Ramil Ataolkin, Usbekistan, Ismail Faikoğlu, Türkei, Marty Calder, Kanada u. Yao Yu, China;
- 1994, 1. Platz, Grosser Preis von Deutschland in Wiesental, F, Fe, vor Christos Polichronidis, Griechenland, Giovanni Schillaci, Italien u. Jürgen Scheibe, Deutschland;
- 1994, 2. Platz, WM in Istanbul, F, Fe, hinter Magomed Asisow, Russland, vor Giovanni Schillaci, Jürgen Scheibe u. Muharrem Demiregen, Türkei;
- 1995, 1. Platz, Grosser Preis von Deutschland in Leipzig, F, Fe, vor Jürgen Scheibe, Ismail Faikoğlu, Ralf Lyding u. Sedat Dagdemir, bde. Deutschland;
- 1995, 3. Platz, EM in Fribourg, F, Fe, hinter Magomed Asisow und Jürgen Scheibe, vor Martin Müller, Schweiz, Araik Baghdarjan, Armenien u. Elbrus Tedejew, Ukraine;
- 1995, 7. Platz, WM in Atlanta, F, Fe, hinter Elbrus Tedejew, Takahiro Wada, Magomed Asisow, No Won-chang, Südkorea, Serban-Florin Mumjiev, Rumänien u. Muharrem Demiregen;
- 1996, 2. Platz, Grosser Preis von Deutschland in Leipzig, F, Fe, hinter Raschid Islamow, Usbekistan u. vor Telinhan Achmadow, Russland, Marty Calder, Kanada u. Jürgen Scheibe;
- 1996, 3. Platz, EM in Budapest, F, Fe, hinter Magomed Asisow u. Giovanni Schillaci, vor Elbrus Tedejew u. Jürgen Scheibe;
- 1996, 11. Platz, OS in Atlanta, F, Fe, mit Siegen über Martin Müller u. Jürgen Scheibe u. Niederlagen gegen Thomas Brands, USA u. Takahiro Wada;
- 1997, 1. Platz, Baltische See-Spiele in Sianlai, Litauen, F, Fe, vor Heikki Hirvonen, Finnland u. Lucjan Gralak, Polen;
- 1997, 4. Platz, WM in Krasnojarsk, F, Fe, mit Siegen über Pasi Kohtala, Finnland, Elbrus Tedejew, Araik Baghdarjan u. Tserenbaataryn Enchbajar, Mongolei u. Niederlagen gegen Cary J. Kolat, USA u. Magomed Asisow;
- 1998, 2. Platz, EM in Bratislava, F, Fe, mit Siegen über Gregor Sarrasin, Schweiz, Rövşən Qacıyev, Aserbaidschan u. Serban-Florin Mumjiev u. einer Niederlage gegen Serafim Barzakow, Bulgarien;
- 1998, 9. Platz, WM in Teheran, F, Fe, mit Siegen über Tserenbaataryn Tsogtbajar, Martin Calder, Kanada u. Cəmil Əfəndiyev, Aserbaidschan u. Niederlagen gegen Serafim Barzakow u. Jong Jae-sung;
- 1999, 11. Platz, WM in Ankara, F, Fe, mit einem Sieg über Karim Mustafa, Frankreich u. Niederlagen gegen John Melling, Großbritannien u. Kim Kwang-Ik, Nordkorea;
- 2000, 3. Platz, Olympia-Qualifikations-Turnier in Tokio, F, Fe, hinter David Pogosjan, Georgien u. Kazuyuki Miyata, Japan, vor Štefan Fernyák, Slowakei u. Nasir Lal, Kanada;
- 2000, 2. Platz, EM in Budapest, F, Fe, mit Siegen über Thomas Kaczanowicz, Deutschland, Nicolaos Djouras, Griechenland, Arschak Hajrapetjan, Armenien u. Mehmet Yozgat, Türkei u. einer Niederlage gegen Murat Umachanow, Russland;
- 2001, 11. Platz, EM in Dudapest, F, Fe, mit einem Sieg über Levent Kaleli, Türkei u. einer Niederlage gegen Ruslan Bodisteanu, Rumänien

## Weblink
Profil von Sjarhej Smal bei United World Wrestling
| Personendaten    | Personendaten               |
| ---------------- | --------------------------- |
| NAME             | Smal, Sjarhej               |
| ALTERNATIVNAMEN  | Smal, Sergei Nikolajewitsch |
| KURZBESCHREIBUNG | belarussischer Ringer       |
| GEBURTSDATUM     | 30. September 1968          |